# Соснівка (Роменський район)
Сосні́вка (МФА: [soˈsɲiu̯kɐ] ( прослухати)) — село в Україні, у Роменському районі Сумської області. Населення становить 13 осіб. Входить до складу Коровинської сільської громади.

## Історія
До 2016 року село носило назву Жовтневе.
- 12 червня 2020 року, відповідно до розпорядження Кабінету Міністрів України № 723-р «Про визначення адміністративних центрів та затвердження територій територіальних громад Сумської області», село увійшло до складу Коровинської сільської громади[2].
- 19 липня 2020 року, в результаті адміністративно-територіальної реформи та ліквідації  Недригайлівського району, громада увійшла до складу новоутвореного Роменського району[3].

## Географія
Село Соснівка знаходиться на лівому правому березі річки Сула, вище за течією примикає село Гай, нижче за течією на відстані 4 км розташоване село Вовківці. Річка в цьому місці звивиста, утворює лимани, стариці і заболочені озера.

## Відомі люди
- Ймовірно у селі народився Твердовський Петро Федорович (1889-1938) — консул України на Далекому Сході в 1918-1919 роках.